# Kurachivka
Kurachivka (ukrajinsky Курахівка, rusky Кураховка – Kurachovka) je sídlo městského typu v Doněcké oblasti na Ukrajině. K roku 2019 v ní žilo bezmála tři tisíce obyvatel.

## Poloha
Kurachivka leží na Donbase na řece Vovče, levém přítoku Samary v povodí Dněpru. Ze správního hlediska spadá pod město Selydove, které leží přibližně patnáct kilometrů severozápadně.

## Dějiny
Sídlem městského typu je Kurachivka od 15. listopadu 1938.